# Donji Gradac (Široki Brijeg)
Pour les articles homonymes, voir Donji Gradac.
Donji Gradac (en cyrillique : Доњи Градац) est un village de Bosnie-Herzégovine. Il est situé sur le territoire de la ville de Široki Brijeg, dans le canton de l'Herzégovine de l'Ouest et dans la fédération de Bosnie-et-Herzégovine. Selon les premiers résultats du recensement bosnien de 2013, il compte 709 habitants.

## Démographie

### Évolution historique de la population dans la localité
| 1948 | 1953 | 1961 | 1971 | 1981 | 1991 | 2013 |
| ---- | ---- | ---- | ---- | ---- | ---- | ---- |
| -    | -    | 740  | 845  | 849  | 797  | 709  |

|  |